# 日下部宗好
日下部 宗好（くさかべ むねよし）は、戦国時代から江戸時代初期の武将。徳川氏家臣。

## 経歴・人物
徳川家康に従い、数々の戦で軍功を挙げた。大坂の陣では目付を勤め、のち普請奉行として各地の城壁の修復にあたる。その後江戸城留守居役となる。のち采地300石を賜う。寛永10年（1633年）2月26日致仕し、養老の料として嫡子の宗正が采地400石を賜う。同年7月死去。